# 피터빌트 281
피터빌트 281, 351(영어: Peterbilt 281, 351)은 미국의 피터빌트 사가 생산했던 대형 트럭이다. 1954년에 최초 출시 이후 1976년에 단종될 때까지 생산된 트럭으로 미국 캘리포니아주 오클랜드에서 제작 되었다.